# LIMOS (buurt)

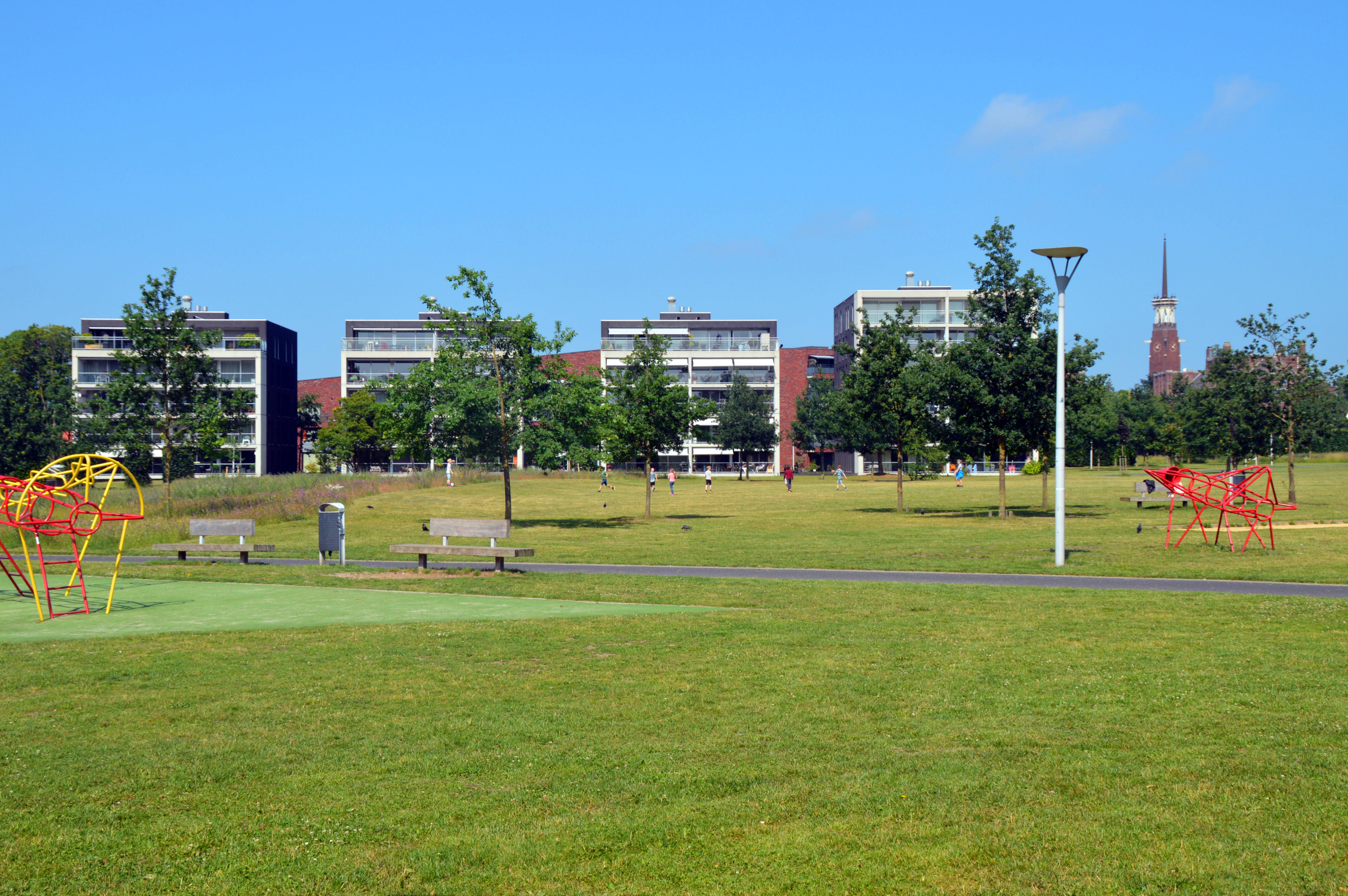
Limospark met de Christus Koningtoren op de achtergrond

Limos is de naam van een buurt in de wijk Hengstdal in de Nederlandse stad Nijmegen.

## Geschiedenis
De buurt ontstond rond 2000 toen het complex waar de Luchtmacht Instructie en Militaire Opleidingen School (LIMOS) gevestigd was een woongebied werd. De LIMOS had in 1951 haar intrek genomen in de Prins Hendrikkazerne, Krayenhoffkazerne en Snijderskazerne. Dit complex werd ook LIMOS-kazerne genoemd. In 1995 stootte de krijgsmacht het complex af en de Prins Hendrikkazerne werd sindsdien een asielzoekerscentrum. Het gebied van de Krayenhoffkazerne en de Snijderskazerne werd het Limosgebied en daarop werden 311 woningen gebouwd waarvan 75 in de bestaande gebouwen. In de buurt bevinden zich meerdere rijksmonumenten. Er bevindt zich onder andere een school in een van de gebouwen.  De klimvliegtuigjes staan er als symbool om te laten zien dat er een Luchtmacht Instructie en Militaire Opleidingen School was.

## Afbeeldingen

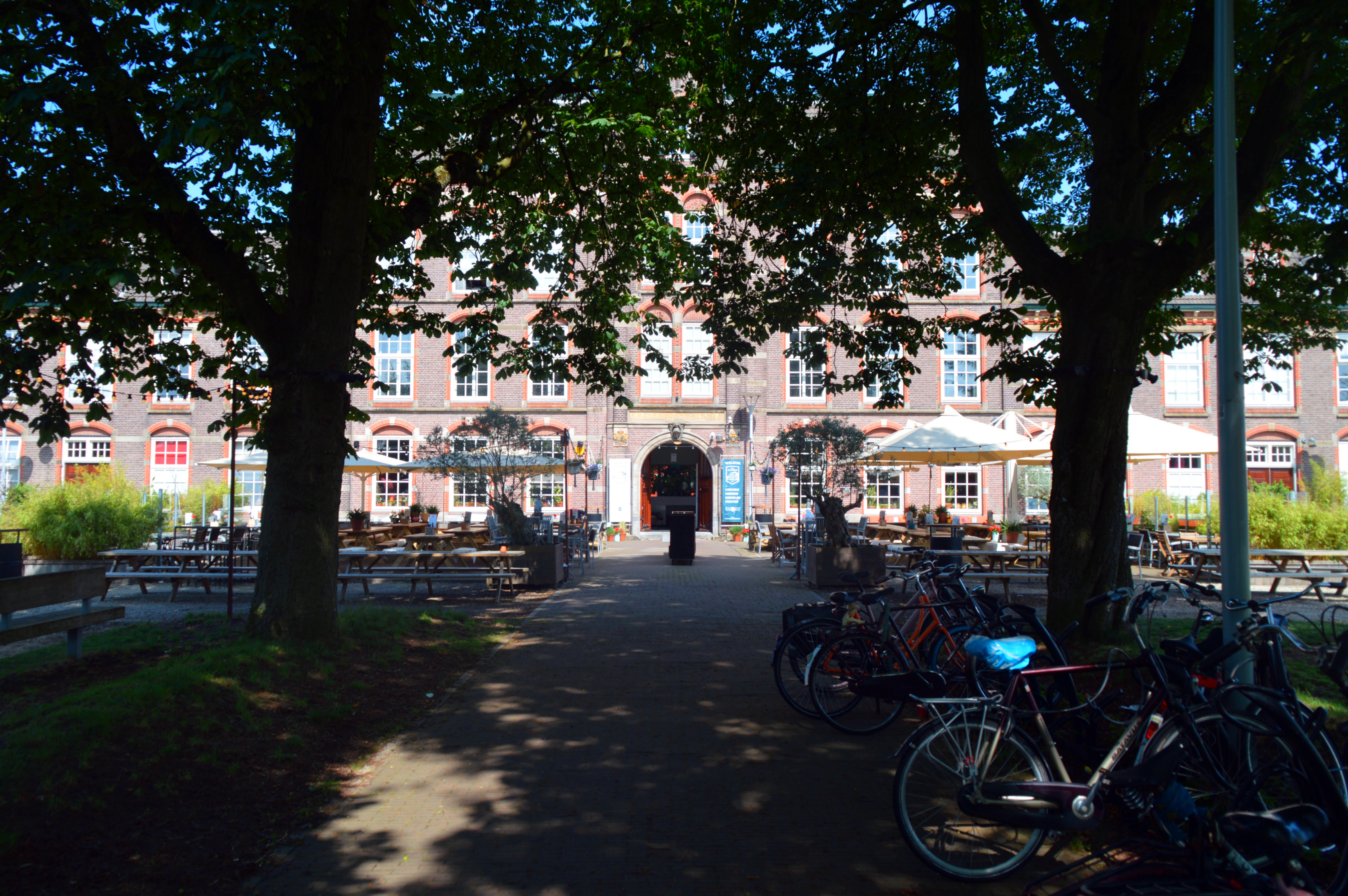
Krayenhoffkazerne
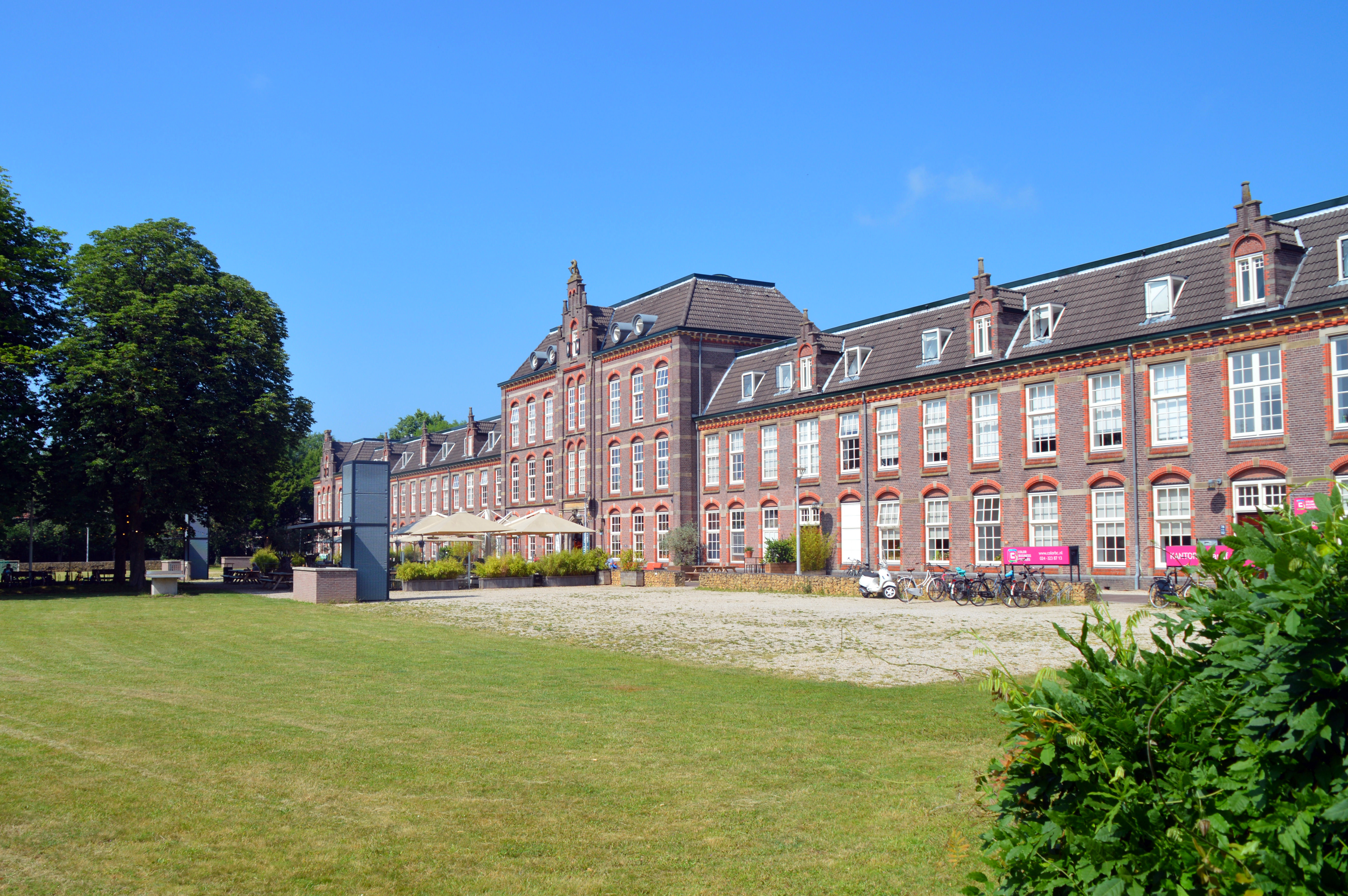
Krayenhoffkazerne Hoofdgebouw
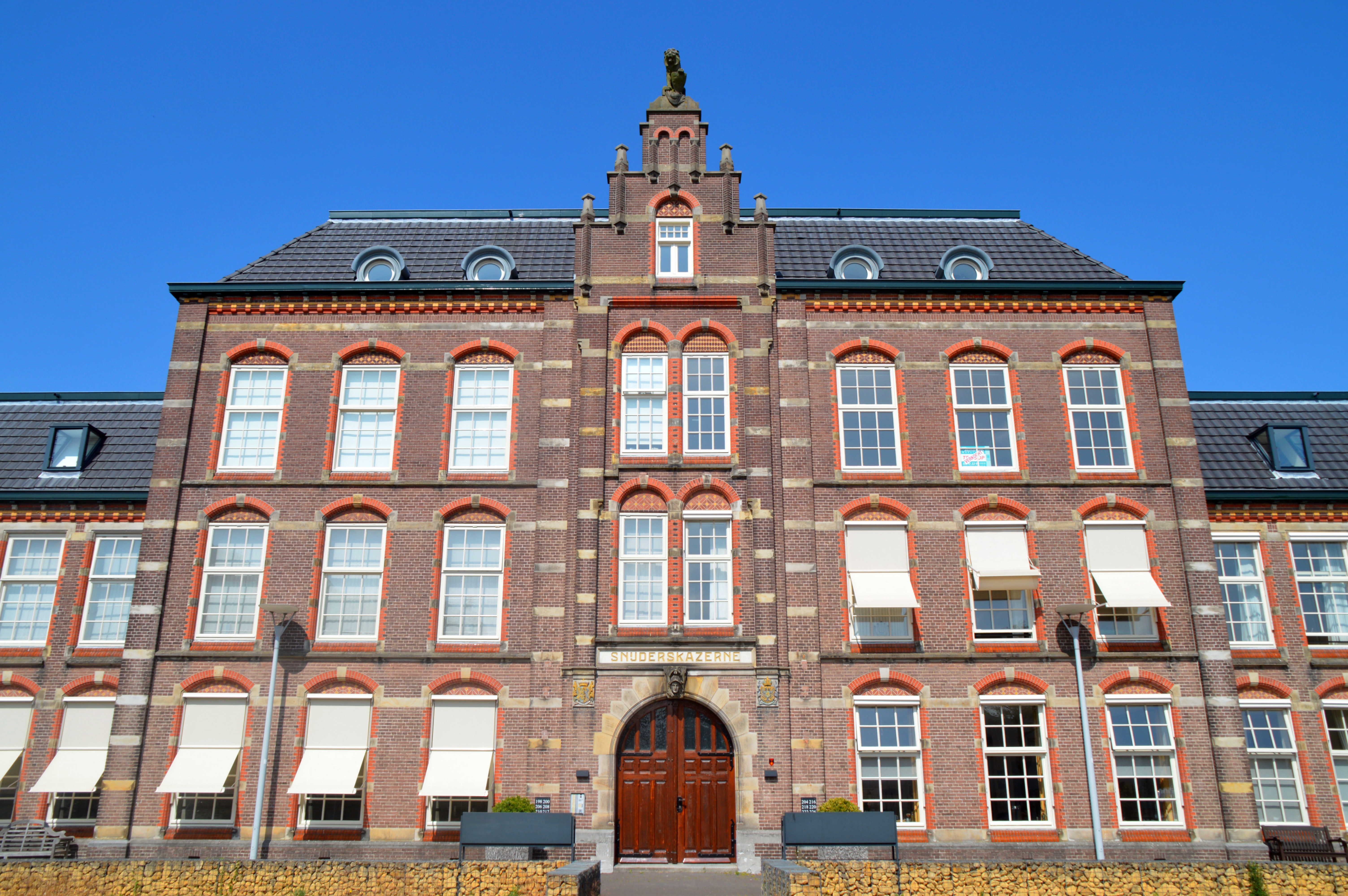
Snijderskazerne Hoofdgebouw
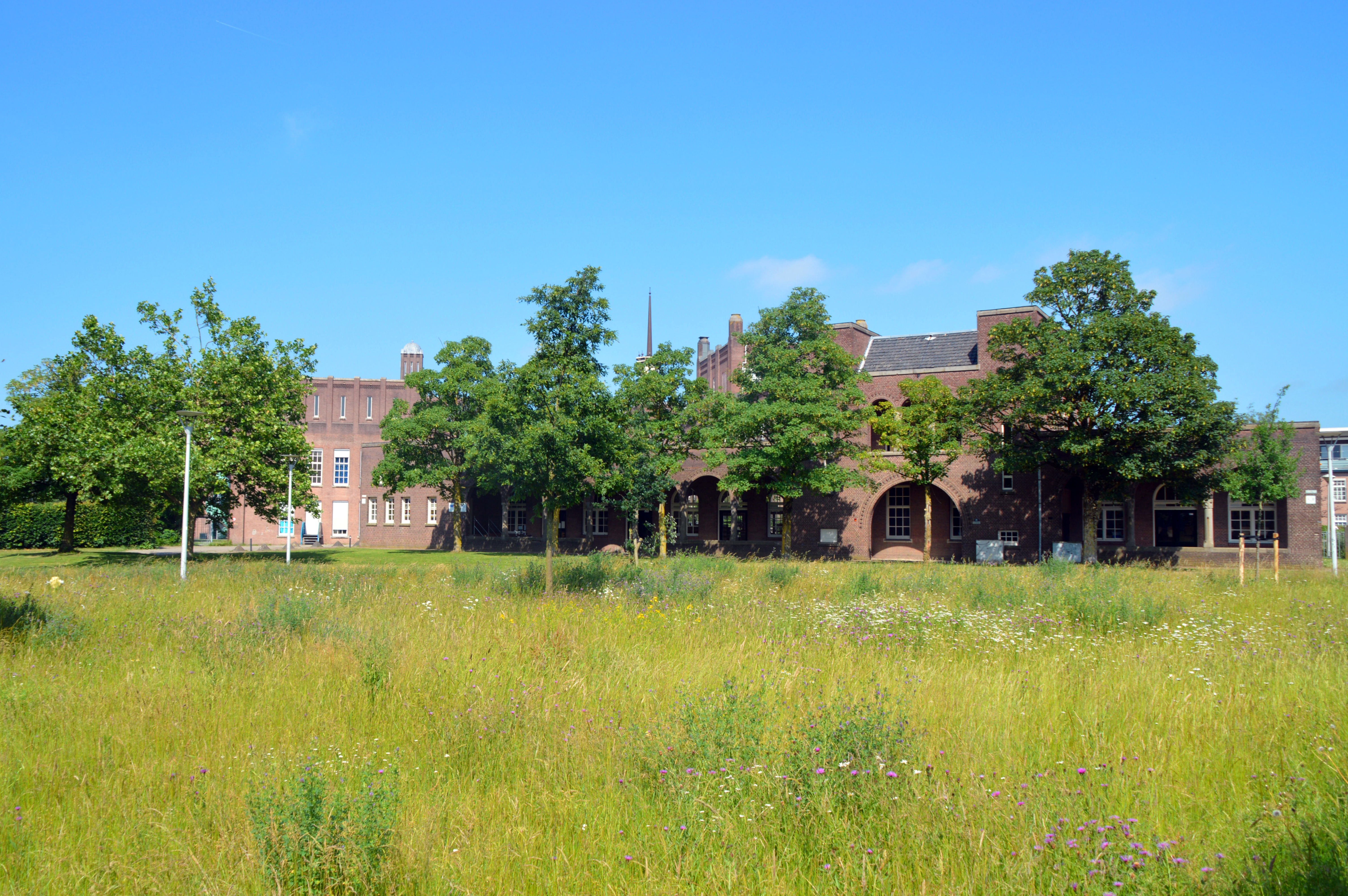
Prins Hendrikkazerne Voormalige burgerkantine
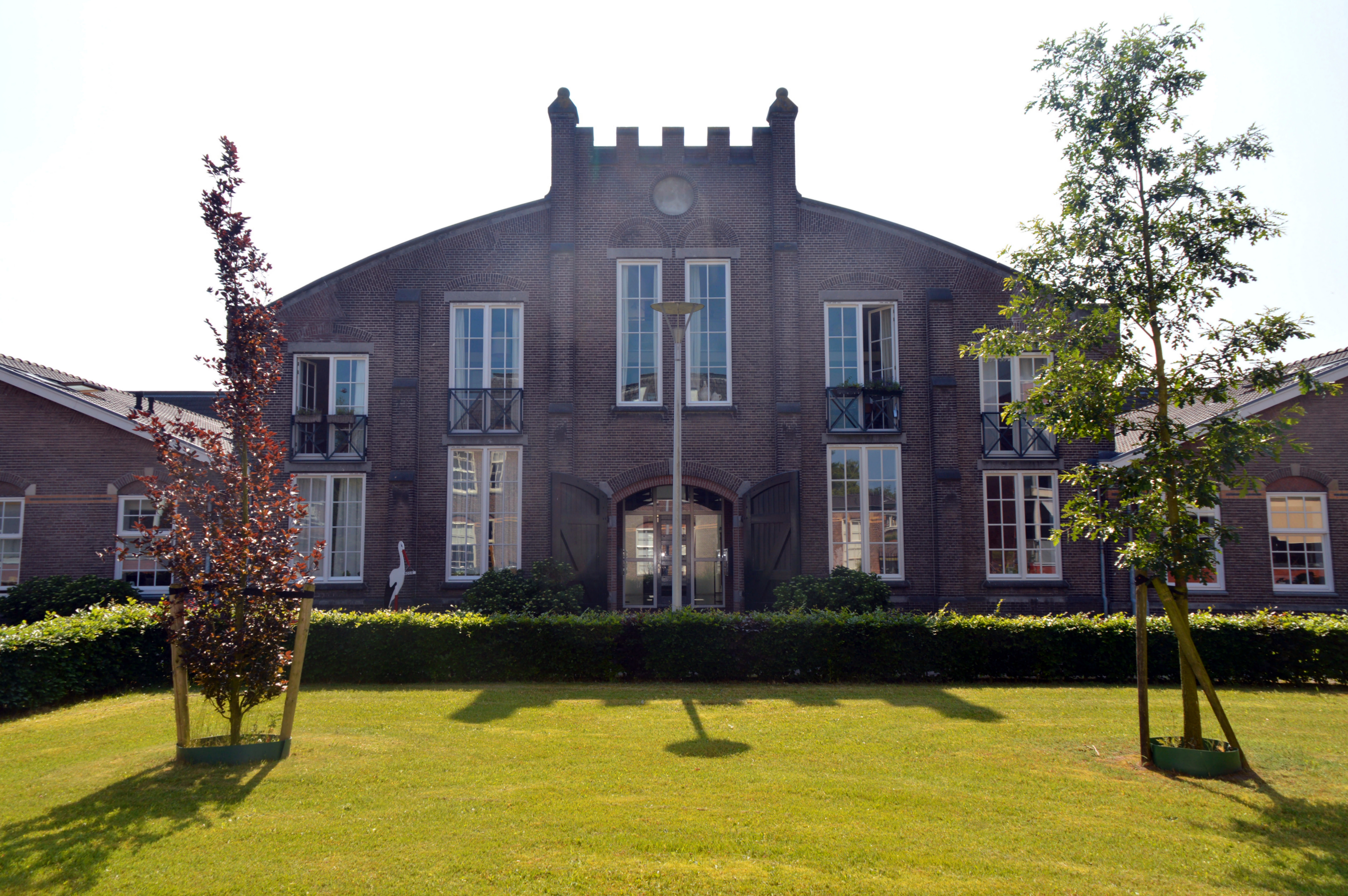
Molenveldlaan Krayenhoffkazerne achterkant
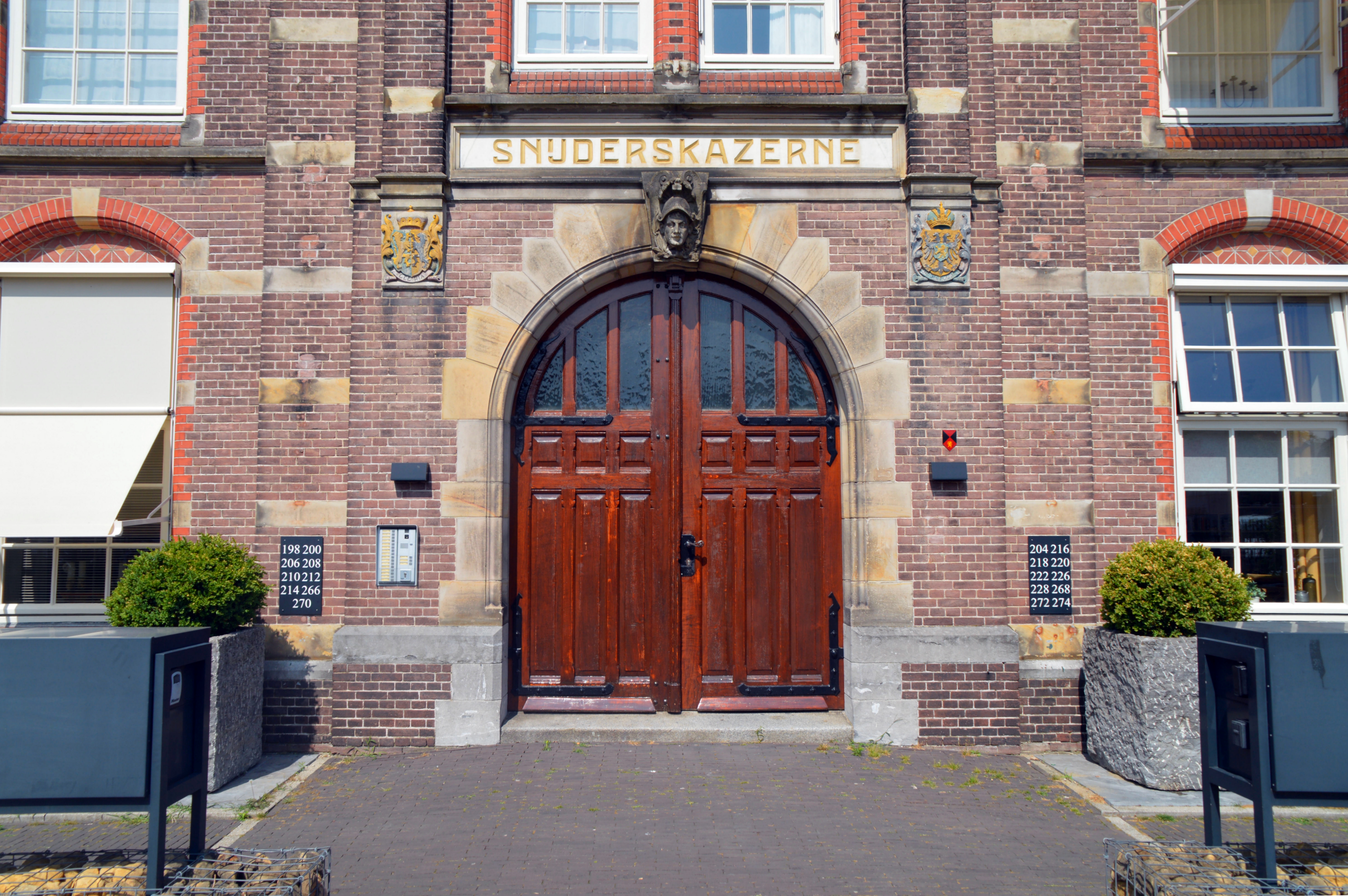
Snijderskazerne ingang
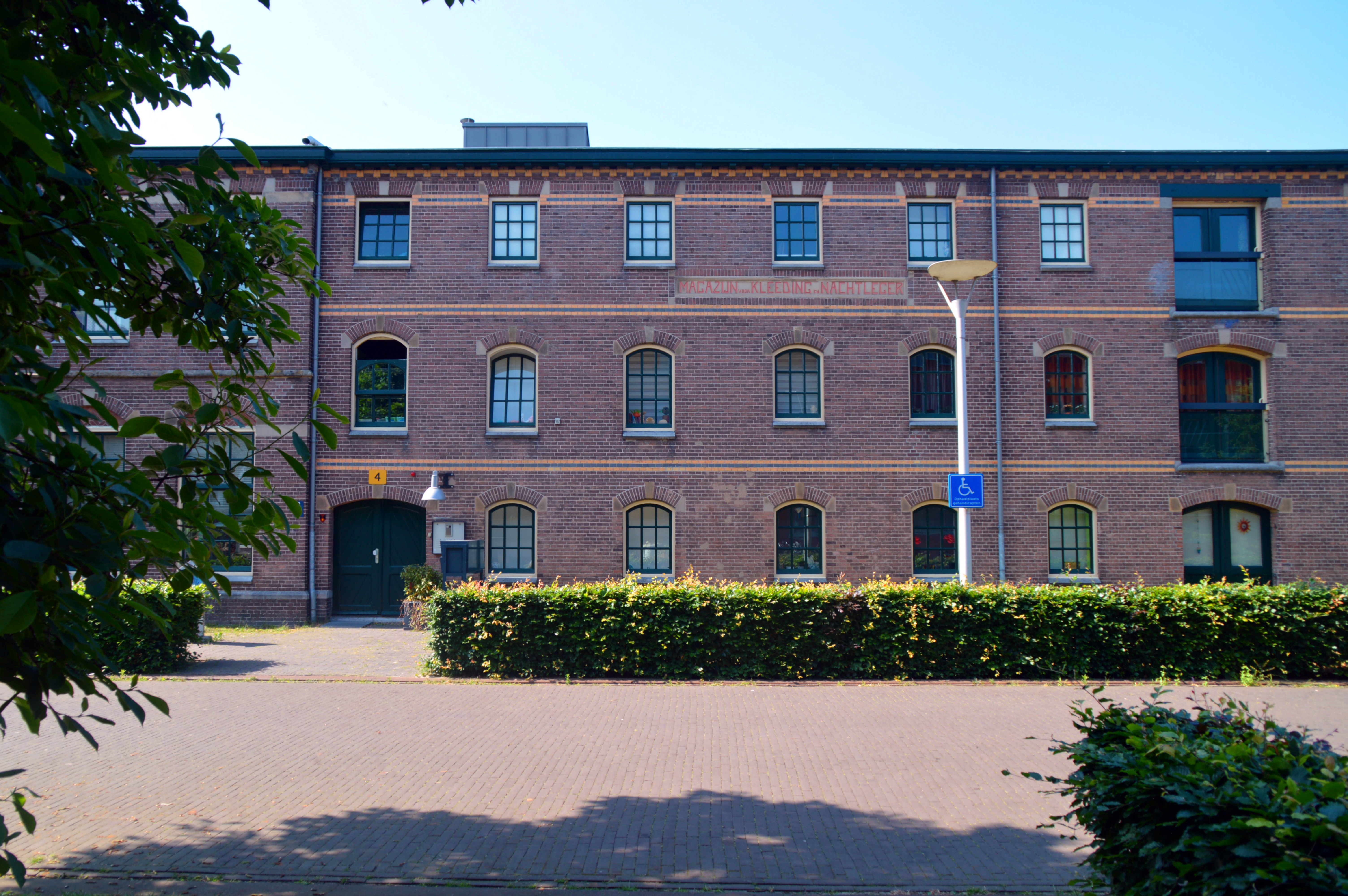
Kledingmagazijn Krayenhoffkazerne met links het kantoorgedeelte
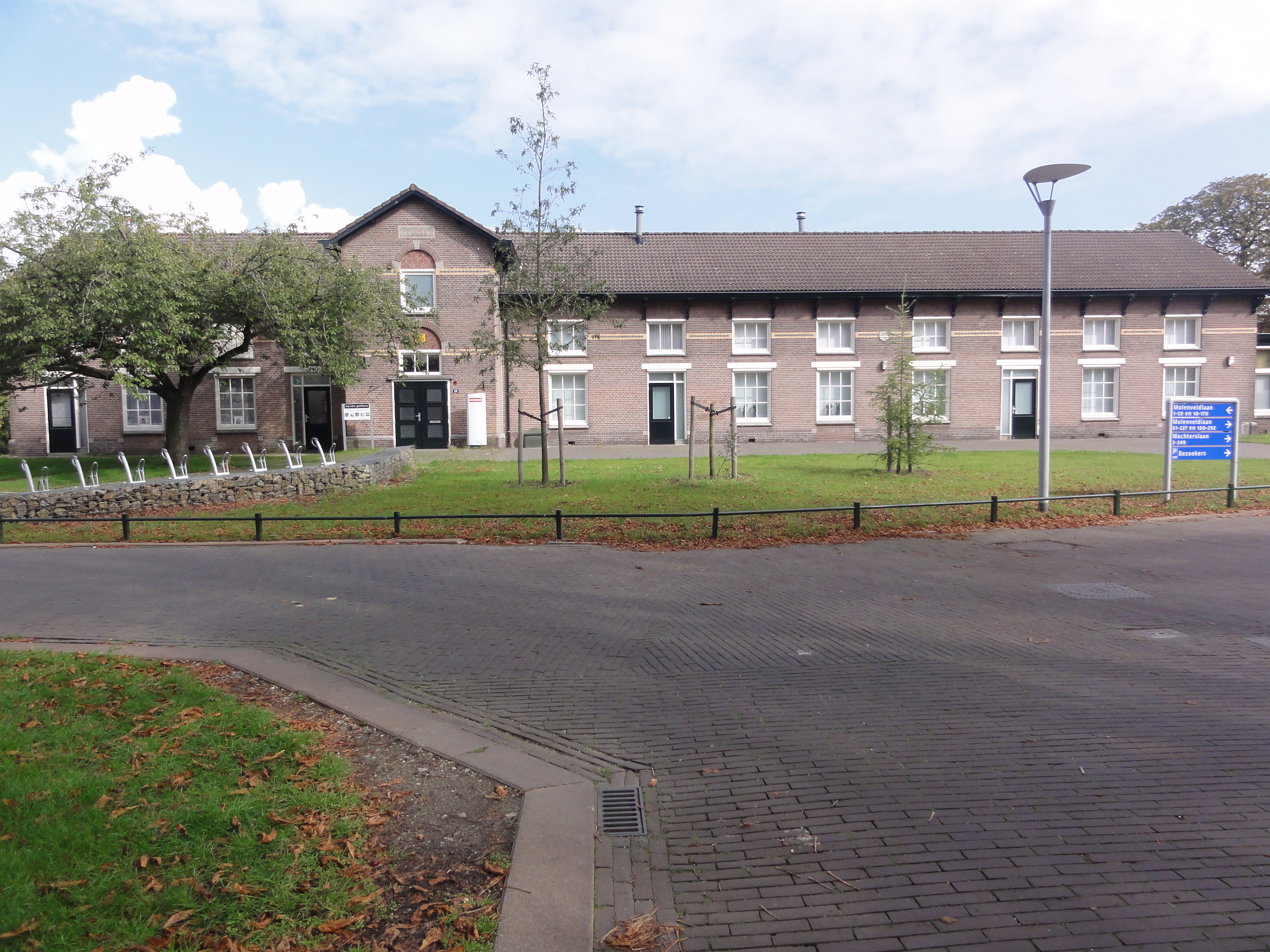
Kantine op de LIMOS-kazerne
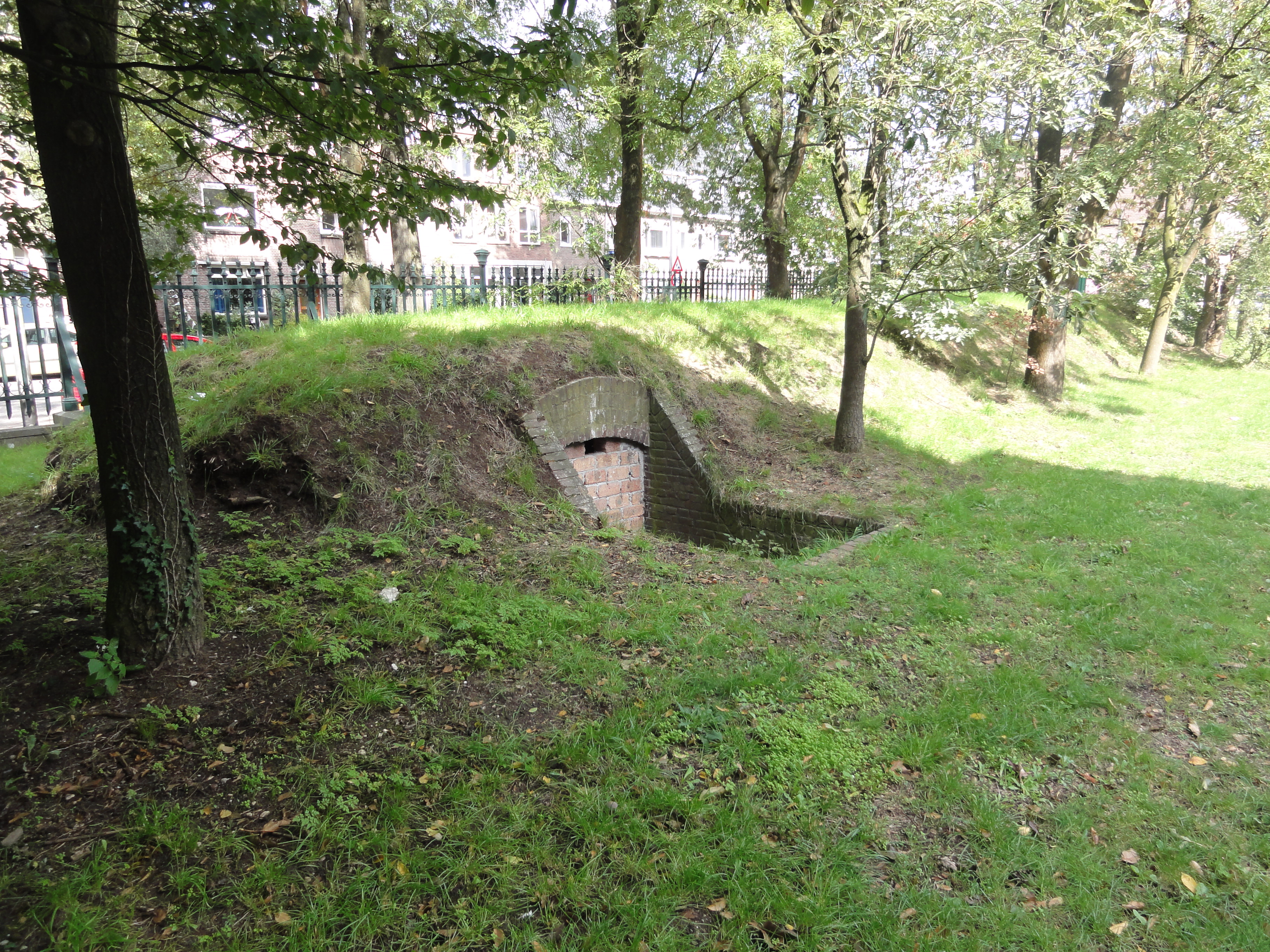
Schuilkelders
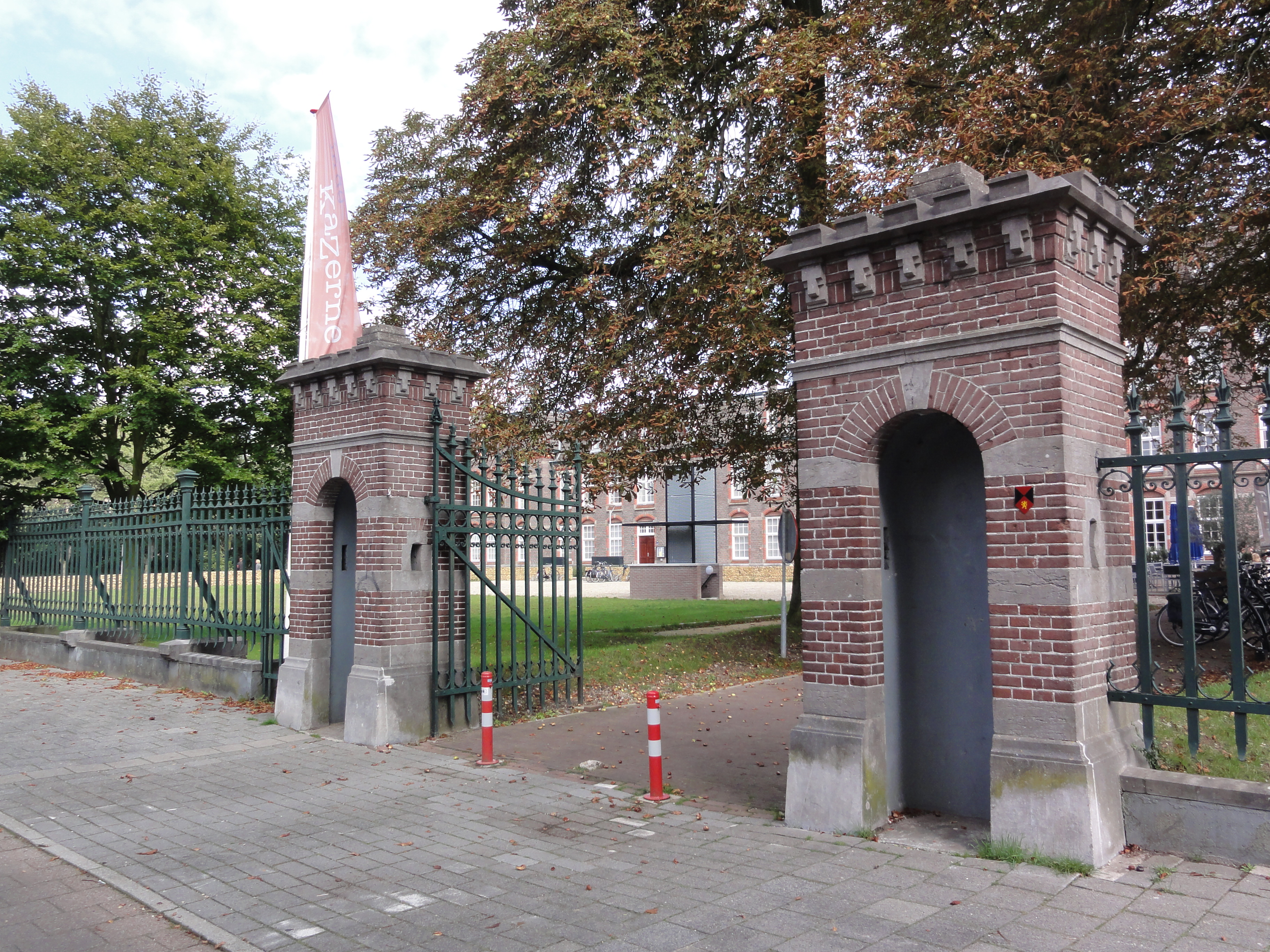
Hekwerk en wachthuisje